# Tourville-les-Ifs
Tourville-les-Ifs is een gemeente in het Franse departement Seine-Maritime (regio Normandië) en telt 547 inwoners (1999). De plaats maakt deel uit van het arrondissement Le Havre.

## Geografie
De oppervlakte van Tourville-les-Ifs bedraagt 8,3 km², de bevolkingsdichtheid is 65,9 inwoners per km².
De onderstaande kaart toont de ligging van Tourville-les-Ifs met de belangrijkste infrastructuur en aangrenzende gemeenten.

## Demografie
Onderstaande figuur toont het verloop van het inwonertal (bron: INSEE-tellingen).